# Batalha do Lago de Antioquia
A Batalha do Lago de Antioquia ocorreu em 9 de fevereiro de 1098 durante a Primeira Cruzada. Enquanto os cruzados cercavam Antioquia, chegou ao acampamento cruzado a notícia de que uma grande força de socorro liderada por Radwan, o governante seljúcida de Alepo, estava a caminho. Boemundo de Taranto reuniu todos os cavalos restantes e marchou durante a noite para emboscar o exército muçulmano. Após várias cargas de cavalaria bem-sucedidas, os cavaleiros cruzados puseram em fuga o exército muçulmano numericamente superior, forçando Radwan a recuar para Alepo.

## Antecedentes
Os cruzados haviam começado o Cerco de Antioquia em 21 de outubro de 1097. Eles haviam derrotado uma força de socorro sob o comando de Duqaq de Damasco em 31 de dezembro de 1097. O governador turco de Antioquia, Yaghi-Siyan, enviara seu filho Shams ad-Daulah para buscar assistência entre os emires locais. Após a derrota de Duqaq, ele seguiu para Alepo em busca de ajuda. Fakhr al-Mulk Radwan, o sultão seljúcida de Alepo, reuniu suas tropas para socorrer a cidade sitiada. Seus principais aliados incluíam o emir artúquida Soqman ibn Ortoq e o emir de Hamah. Albert of Aachen sugere que o exército contava 30 000 homens, ao passo que os cruzados contemporâneos Estêvão de Blois e Anselmo de Ribemont, que participaram do cerco, fornecem o número mais realista de 12 000, com o qual os historiadores modernos tendem a concordar. Em 8 de fevereiro, Radwan estava estacionado em Harim, cerca de 35 quilômetros de Antioquia. Os cruzados enfrentavam a possibilidade de serem esmagados entre a guarnição de Antioquia e o exército de Radwan. As lideranças da cruzada decidiram, pela primeira vez, nomear um único comandante para enfrentar essa ameaça. O normando Boemundo de Taranto foi eleito. Naquele momento do cerco, os cruzados dispunham de muito poucos cavaleiros montados — apenas 700 no total (muitos montados em animais de carga e bois), pois a maioria dos cavalos sucumbira à fome durante o cerco prolongado. Em vez de optar por uma estratégia defensiva em torno da Ponte de Ferro, que se basearia em atrito e custaria caro em termos de mão de obra, Boemundo decidiu partir para a ofensiva, mesmo estando em desvantagem de doze para um. Fontes árabes contemporâneas também confirmam que o exército de Alepo era bem maior. Boemundo e os cavaleiros sob seu comando deixaram o acampamento cruzado durante a noite, sob a cobertura da escuridão, pois qualquer força que cruzasse a Ponte de Ferro à luz do dia seria avistada por batedores.

## A batalha
A batalha ocorreu em uma colina entre o Rio Orontes e o Lago de Antioquia, de acordo com o autor anônimo da Gesta Francorum, que estava presente na batalha, e com o cronista contemporâneo Raymond de Aguilers. Outros cronistas latinos, como Albert de Aachen, Ralph of Caen e Pedro Tudebode também descrevem o confronto. Boemundo organizou a cavalaria em seis esquadrões, mantendo seu próprio contingente na reserva. Radwan havia posicionado dois esquadrões à frente de sua força principal. A decisão de Boemundo de colocar seu exército em uma pequena colina entre o rio e o lago foi arriscada, pois atrás dele e à sua esquerda havia um pântano, e a única rota de retirada seria cortada se Radwan conseguisse abrir caminho pela estrada. Depois de enviar batedores para observar o movimento de Radwan, as cinco unidades avançadas de Boemundo atacaram os dois esquadrões avançados inimigos pelo flanco. O choque da carga de cavalaria fez com que os esquadrões avançados de Radwan recuassem e se confundissem com o exército principal, que ainda tentava se posicionar. O exército turco principal conseguiu resistir à desordem e travou combate corpo a corpo feroz contra os cruzados. Os cavaleiros começaram a vacilar, mas antes que a massa do exército turco ameaçasse subjugar os cavaleiros em menor número, Boemundo percebeu a gravidade da situação e lançou sua reserva, que esmagou e rapidamente dispersou a desordenada força turca. O autor do Gesta Francorum descreve vividamente a batalha:
Então Boemundo, protegido de todos os lados pelo sinal da Cruz, investiu contra as forças turcas como um leão que está faminto há três ou quatro dias, que sai rugindo de sua caverna sedento pelo sangue do gado... Seu ataque foi tão feroz que as pontas de seu estandarte voavam bem acima das cabeças dos turcos. As outras tropas, vendo o estandarte de Boemundo carregado tão honoravelmente adiante, interromperam a retirada imediatamente, e todos os nossos homens juntos atacaram os turcos, que ficaram surpresos e fugiram. Nossos homens os perseguiram e massacraram.
À medida que as forças muçulmanas entravam em desordem e batiam em retirada, os cruzados os perseguiram até Harim, matando milhares e capturando cavalos e suprimentos. A guarnição turca em Harim incendiou o castelo e fugiu para o leste com Radwan. Durante a batalha, Yaghi-Siyan lançou uma surtida contra o acampamento cruzado em Antioquia, que foi rechaçada por Raimundo IV de Toulouse. Raymond de Aguilers escreveu sobre o triunfo: “Com a batalha e os despojos conquistados, levamos as cabeças dos mortos para o acampamento e as colocamos em estacas como lembranças sombrias do destino de seus aliados turcos e dos infortúnios futuros dos sitiados”.

## Consequências
As baixas cruzadas foram, no geral, reduzidas. O cronista Ralph of Caen afirma que Conan da Bretanha foi morto na batalha. O risco calculado de Boemundo valeu a pena. O exército de Radwan se desfez e milhares morreram durante a debandada. A capacidade de comando de Boemundo, de altíssimo nível, permitiu aos cruzados maximizar seus recursos limitados em uma batalha arriscada. Suas táticas agressivas, bem como a coesão e disciplina do exército cruzado, possibilitaram que ele destruísse uma força muito maior, que provavelmente esperava que os cruzados adotassem uma posição defensiva.
O historiador Thomas Asbridge observa que “o destino de toda a cruzada havia sido colocado em jogo na habilidade de Boemundo para romper as fileiras concentradas de Alepo com uma carga de cavalaria decisiva, no momento exato. Com uma manobra ousada, ele mudou o curso da batalha, lançando o exército de Ridwan em uma fuga caótica”. Os cruzados haviam repelido com sucesso duas forças de socorro – as de Duqaq e Radwan. A chegada de uma frota de suprimentos inglesa em São Simeão em março de 1098, combinada com a vitória contra Radwan, elevou o moral e permitiu que os cruzados apertassem o cerco a Antioquia e continuassem o bloqueio.